# Noël Noël Noël avec Patof
Albums de Patof
Gilbert Chénier – Polpon
(1975) Patofville – Patof et ses amis
(1976)
Noël Noël Noël avec Patof est le onzième album de Patof, commercialisé en 1975.
Il s'agit du dix-huitième album de la série Patof, il porte le numéro de catalogue PA 49310 (C 1115/6).
Le clown Patof est un personnage de la série télévisée québécoise pour enfants Patofville, il est personnifié par Jacques Desrosiers.

## Composition
L'album comprend des chants traditionnels de Noël ainsi qu'une chanson originale intitulée Ma blanche Sibérie, composée par Gilbert Chénier.

## Titres
| 1. | Ave Maria (Instrumental)     |                               | 1:54 |
| 2. | Les anges dans nos campagnes |                               | 2:45 |
| 3. | Ma blanche Sibérie           | Gilbert Chénier, Denis Lepage | 1:53 |
| 4. | Le petit renne au nez rouge  |                               | 3:01 |
| 5. | Vive le vent                 |                               | 1:37 |

| 6.  | Noël blanc                |  | 3:30 |
| 7.  | Il est né le divin enfant |  | 2:00 |
| 8.  | Mon beau sapin            |  | 2:12 |
| 9.  | L'enfant au tambour       |  | 2:37 |
| 10. | Sainte nuit               |  | 1:56 |
| 11. | Ave Maria (Instrumental)  |  | 1:54 |

## Crédits
- Arr. Orch. : Denis Lepage
- Production : Denis Lepage & Yves Martin
- Promotion : Jean-Pierre Lecours
- Studio : RCA Ltée.

## Réédition CD
L'album est réédité en novembre 2014 sur la compilation L'intégrale de trois albums – Patof chante Noël/Patof chez les esquimaux/Patof en Russie (Spectrum, 5257).